# Чудовиште из Лох Неса
Чудовиште из Лох Неса, још звано Неси или Нес (галски: Niseag), је створење или група створења за које се говори да живе у језеру Лох Нес, дубоком чистоводном језеру које се налази близу града Инвернес у северној Шкотској. Неси је категоризован као језерско чудовиште од легендарних звери. Заједно са бигфутом и јетијем је једна од највећих мистерија криптозоологије. Многи научници и стручњаци сматрају доказе за Несино постојање или варком или кривом идентификацијом, али многи људи који живе тамо верују да Неси постоји, зато што се у том региону догађају мистериозне ствари од којих се плаше.
Чудовиште је први пут виђено 565, а прва фотографија на којој је снимљено потиче из 1933. године. Научна заједница сматра чудовиште из Лох Неса феноменом без биолошке основе, објашњавајући виђења као масовне обмане, пуштање машти на вољу, и погрешне идентификације земаљских објеката.
На основу ДНК анализе узорака воде из језера постоје претпоставке да је у питању већа јегуља.
Научна заједница објашњава наводна виђења чудовишта из Лох Неса као обмане, прижељкивање  и погрешну идентификацију земаљских објеката. Псеудонаука и субкултура криптозоологије стављају посебан нагласак на створење.

## Забележена појављивања

### Олди Макеј (1933)
Најпознатији чланак који је први привукао велику пажњу о створењу објављен је 2. маја 1933. у The Inverness Courier, о великој „звери“ или „риби налик киту“. У чланку Алекса Кaмбела, судског извршитеља за Лох Нес и хонорарног новинара, говори се о томе како је Алди Макеј видела огромно створење са телом кита који се котрљало по води у језеру док су се она и њен муж Џон возили на А82 дана 15. априла 1933. Реч „чудовиште“ је наводно први пут примењена у Камбеловом чланку, иако неки извештаји тврде да ју је сковао уредник Еван Барон. The Courier је 2017. објавио одломке из Камбеловог чланка, који је носио наслов „Чудан спектакл у Лох Несу“.
Према чланку из 2013. године, Мацкеј је рекла да је викала: „Стани! Звер!” приликом гледања спектакла. Крајем 1980-их, један природњак је интервјуисао Алди Макеј и она је признала да је знала да је постојала усмена традиција о „звери“ у језеру много пре него што је тврдила да ју је видела. У чланку Алекса Камбела из 1933. је такође наведено да је „Лох Нес генерацијама био заслужан као дом чудовишта застрашујућег изгледа“.

### Џорџ Спајсер (1933)
Модерно интересовање за чудовиште подстакло је виђење 22. јула 1933. године, када су Џорџ Спајсер и његова супруга видели „необичну форму животиње“ како прелази цесту испред њиховог аутомобила. Они су описали да то створење има велико тело (око 4 ft (1,2 m) високо и 25 ft (8 m) дуго) и дугачак, таласасти, уски врат, нешто дебљи од сурле слона и дугачак као 10—12 ft (3—4 m) ширине пута. Они нису видели удове. Протетурало се преко пута према језеру удаљеном 20 yd (20 m), остављајући за собом траг изломљеног шибља. Спајсер га је описао као „најближи приступ змају или праисторијској животињи коју сам икада видео у свом животу“ и као да има „дугачак врат, који се кретао горе-доле на начин сценске железнице.” Имао је „животињу“ у устима и тело које је „било прилично велико, са високим леђима, али ако је било стопала, мора да су била мрежаста, а што се тиче репа не могу да кажем, јер се тако брзо кретало, а када смо стигли на то место вероватно је нестало у језеру.“

### Хју Греј 1933.
Дана 12. новембра 1933, Хју Греј је ходао дуж језера, када је у језеру видео чудно створење у води. Греј је направио неколико снимака али је само један развијен. То је била прва фотографија наводног чудовишта. Други сугеришу да фотографија приказује видру или лабуда. Оригинални негатив је изгубљен. Међутим, 1963. године, Морис Бартон је дошао у „посед два фењерска слајда, контакт позитива са оригиналног негатива“ и када су пројектовани на екран открили су „видру која се котрља по површини на карактеристичан начин“.

### Фотографија из 1934.
1934. је на језеру усликана фотографија на којој се види глава и врат чудне животиње. То је тада био доказ да чудовиште постоји. Човек који је направио снимак је касније признао да га је лажирао али му нико није веровао.

### Видео из 1938.
Године 1938, је јужноафрички туриста Г. Е Тејлор снимио видео од 16 минута. Одбио је да покаже видео јавности па је само један део показао.

### Динсдаледов видео из 1960.
Године 1960, инжењер Тим Динсдале је снимио грбу која плива и ствара снажне таласе. Он је хтео да пронађе чудовиште и овај видео је направио последњег дана потраге.

### Холмсов видео из 2007.
Дана 26. маја 2007. 55-годишњи лаборант Гордон Холмс снимио је видео на којем се види створење дугачко око 14 m како плива по води. Снимак је објављен 27. маја 2007.

### Сонарна слика из 2011.
Дана 24. августа 2011, скипер брода, Маркус Аткинсон снимио је сонарну слику створења дугачког око 1,5 m. Aткинсон је искључио могућност да је то нека риба, он верује у чудовиште.

### Фотографија из 2011.
Дана 3. августа 2011, скипер Џорџ Едварс је објавио фотографију за коју је рекао да је најубедљивији доказ да Неси постоји. На фотографији се види грба која је наводно ишла према њему и била ван воде око 5 минута.

### Видео из 2013.
Дана 27. августа 2013. је 50-годишњи турист Дејвид Елдер снимио видео на којем се види мистериозни талас у језеру. Наводно је био дугачак око 4,5 m. Видео траје око 5 минута.

### Фотографија из 2014.
Дана 19. априла 2014. је из Епл мапа пријављено како је у језеру снимљено чудно створење које се чинило као чудовиште. Многи верују да је то Неси.